# Eerste klasse 1982-83 (basketbal België)
Het seizoen 1982-1983 was de 36e editie van de hoogste basketbalcompetitie.
Sunair BC Oostende werd voor de derde maal op rij kampioen. Frisa Kortrijk en Okapi Aalst promoveerden vanuit de tweede afdeling naar het hoogste niveau

## Eindstand
|  |    |                              | P  | W  | V  | G | Ptn |
|  | -- | ---------------------------- | -- | -- | -- | - | --- |
|  | 1  | Sunair BC Oostende           | 26 | 24 | 2  | 0 | 48  |
|  | 2  | RC Maes Pils Mechelen        | 26 | 21 | 5  | 0 | 42  |
|  | 3  | Racing Antwerp BBC           | 26 | 18 | 8  | 0 | 36  |
|  | 4  | BC Toptours Aarschot         | 26 | 18 | 8  | 0 | 36  |
|  | 5  | R. Standard Boule D'Or Liège | 26 | 17 | 9  | 0 | 34  |
|  | 6  | RUS Mariembourg              | 26 | 14 | 12 | 0 | 28  |
|  | 7  | BBC Hellas Gent              | 26 | 13 | 13 | 0 | 26  |
|  | 8  | Royal Anderlecht             | 26 | 10 | 16 | 0 | 20  |
|  | 9  | TV-Express Merksem           | 26 | 10 | 16 | 0 | 20  |
|  | 10 | SFX BC Verviers              | 26 | 10 | 16 | 0 | 20  |
|  | 11 | SC Avanti Basket Brugge      | 26 | 9  | 17 | 0 | 18  |
|  | 12 | Frisa Kortrijk BC            | 26 | 8  | 18 | 0 | 16  |
|  | 13 | CEP Fleurus                  | 26 | 7  | 19 | 0 | 14  |
|  | 14 | Okapi Aalst                  | 26 | 3  | 23 | 0 | 6   |

## Play offs
- Best of three

Maes Pils Mechelen - Racing Antwerp BBC 69-54
Racing Antwerp BBC - Maes Pils Mechelen 73-74
Sunair BC Oostende - BC Toptours Aarschot 104-73
BC Toptours Aarschot - Sunair BC Oostende 76-95
- Best of five

Sunair BCO - Maes Pils Mechelen 77-70
Maes Pils Mechelen - Sunair BCO 62-71
Sunair BCO - Maes Pils Mechelen 108-83
1928 · 1929 · 1930 · 1931 · 1932 · 1933 · 1934 · 1935 · 1936 · 1937 · 1938 · 1939 · 1940 · 1941 · 1942 · 1943 · 1944 · 1945 · 1946 · 1947 · 1948 · 1949 · 1950 · 1951 · 1952 · 1953 · 1954 · 1955 · 1956 · 1957 · 1958 · 1959 · 1960 · 1961 · 1962 · 1963 · 1964 · 1965 · 1966 · 1967 · 1968 · 1969 · 1970 · 1971 · 1972 · 1973 · 1974 · 1975 · 1976 · 1977 · 1978 · 1979 · 1980 · 1981 · 1982 · 1983 · 1984 · 1985 · 1986 · 1987 · 1988 · 1989 · 1990 · 1991 · 1992 · 1993 · 1994 · 1995 · 1996 · 1997 · 1998 · 1999 · 2000 · 2001 · 2002 · 2003 · 2004 · 2005 · 2006 · 2007 · 2008 · 2009 · 2010 · 2011 · 2012 · 2013 · 2014 · 2015 · 2016 · 2017 · 2018 · 2019 · 2020 · 2021